# Wiaczesław Karawajew
Wiaczesław Siergiejewicz Karawajew (ros. Вячеслав Сергеевич Караваев; ur. 20 maja 1995 w Moskwie) – rosyjski piłkarz grający na pozycji prawego obrońcy w Zenicie Petersburg.